# Helen Planitia
Pour les articles homonymes, voir Hélène.
Helen Planitia est une plaine située sur Vénus dans le quadrangle de Godiva. Elle a été nommée en référence à Hélène, reine grecque dans l'Iliade, « le visage qui a lancé 1 000 navires ».